# 수영 수프
수영 수프(--soup)는 라트비아, 러시아, 리투아니아, 벨라루스, 에스토니아, 우크라이나, 폴란드 등 동유럽 지역에서 먹는 전통 수프이다. 수영 잎이 주재료로 쓰이며, 수영 잎에 함유된 옥살산 때문에 신맛이 난다.

## 이름
- 라트비아: 스카베뉴 주파(라트비아어: skābeņu zupa→수영 수프)
- 러시아: 샤벨레비 수프(러시아어: щавелевый суп→수영 수프), 젤료니 수프(러시아어: зелёный суп→초록색 수프), 젤료니예 시(러시아어: зелёные щи→초록색 시)
- 리투아니아: 라피에네(리투아니아어: lapienė, 사모기티아어: lapīnė),  룩슈티엘리네(사모기티아어: rūgštielīnė)
- 벨라루스: 샤우예(벨라루스어: шчаўе→수영)
- 아슈케나즈 유대인: 슈차브(이디시어: שטשאַוו)
- 에스토니아: 하푸오블리카스수프(에스토니아어: hapuoblikasupp→수영 수프)
- 우크라이나: 젤레니 보르시(우크라이나어: зелений борщ→초록색 보르시), 샤울레비 보르시(우크라이나어: щавлевий борщ→수영 보르시), 베스냐니 보르시(우크라이나어: весняний борщ→봄 보르시)
- 폴란드: 주파 슈차비오바(폴란드어: zupa szczawiowa→수영 수프)

## 같이 보기
- 시금치 수프